# Přehled českých medailí na mistrovství Evropy v atletice
Přehled českých medailí na mistrovství Evropy v atletice na dráze a halovém mistrovství Evropy v atletice

## Na dráze

### Celkový přehled
| Rok     | Místo konání | Zlatá medaile | Stříbrná medaile | Bronzová medaile | Celkem |
| ------- | ------------ | ------------- | ---------------- | ---------------- | ------ |
| ME 1994 | Helsinky     | 0             | 1                | 1                | 2      |
| ME 1998 | Budapešť     | 0             | 2                | 1                | 3      |
| ME 2002 | Mnichov      | 1             | 1                | 0                | 2      |
| ME 2006 | Göteborg     | 1             | 2                | 1                | 4      |
| ME 2010 | Barcelona    | 0             | 0                | 1                | 1      |
| ME 2012 | Helsinky     | 3             | 1                | 1                | 5      |
| ME 2014 | Curych       | 1             | 1                | 3                | 5      |
| ME 2016 | Amsterdam    | 0             | 4                | 0                | 4      |
| ME 2018 | Berlín       | 0             | 2                | 1                | 3      |
| ME 2022 | Mnichov      | 0             | 1                | 2                | 3      |
| ME 2024 | Řím          | 1             | 0                | 0                | 1      |
| Celkem  |              | 7             | 15               | 11               | 33     |

### Podle medailí
| Rok     | Místo konání | Atlet                                                             | Disciplína     | Výkon        | Zlato         | Stříbro          | Bronz            |
| ------- | ------------ | ----------------------------------------------------------------- | -------------- | ------------ | ------------- | ---------------- | ---------------- |
| ME 1994 | Helsinky     | Milan Gombala                                                     | skok daleký    | 8,04 m       |               | Stříbrná medaile |                  |
| ME 1994 | Helsinky     | Jan Železný                                                       | hod oštěpem    | 82,58 m      |               |                  | Bronzová medaile |
| ME 1998 | Budapešť     | Helena Fuchsová                                                   | 400 m          | 50,21 s      |               | Stříbrná medaile |                  |
| ME 1998 | Budapešť     | Šárka Kašpárková                                                  | trojskok       | 14,53 m      |               | Stříbrná medaile |                  |
| ME 1998 | Budapešť     | Lukáš Vydra                                                       | 800 m          | 1:45,23      |               |                  | Bronzová medaile |
| ME 2002 | Mnichov      | Roman Šebrle                                                      | desetiboj      | 8 800 bodů   | Zlatá medaile |                  |                  |
| ME 2002 | Mnichov      | Jiří Mužík                                                        | 400 m překážek | 48,43 s      |               | Stříbrná medaile |                  |
| ME 2006 | Göteborg     | Roman Šebrle                                                      | desetiboj      | 8 526 bodů   | Zlatá medaile |                  |                  |
| ME 2006 | Göteborg     | Tomáš Janků                                                       | skok do výšky  | 2,34 m       |               | Stříbrná medaile |                  |
| ME 2006 | Göteborg     | Barbora Špotáková                                                 | hod oštěpem    | 65,64 m      |               | Stříbrná medaile |                  |
| ME 2006 | Göteborg     | Jan Železný                                                       | hod oštěpem    | 85,92 m      |               |                  | Bronzová medaile |
| ME 2010 | Barcelona    | Barbora Špotáková                                                 | hod oštěpem    | 65,36 m      |               |                  | Bronzová medaile |
| ME 2012 | Helsinky     | Vítězslav Veselý                                                  | hod oštěpem    | 83,72 m      | Zlatá medaile |                  |                  |
| ME 2012 | Helsinky     | Pavel Maslák                                                      | 400 m          | 45,24 s      | Zlatá medaile |                  |                  |
| ME 2012 | Helsinky     | Jiřina Svobodová                                                  | skok o tyči    | 460 cm       | Zlatá medaile |                  |                  |
| ME 2012 | Helsinky     | Denisa Rosolová                                                   | 400 m překážek | 54,24 s      |               | Stříbrná medaile |                  |
| ME 2012 | Helsinky     | Zuzana Hejnová Zuzana Bergrová Jitka Bartoničková Denisa Rosolová | 4 × 400 m      | 3:26,02      |               |                  | Bronzová medaile |
| ME 2014 | Curych       | Barbora Špotáková                                                 | hod oštěpem    | 64,61 m      | Zlatá medaile |                  |                  |
| ME 2014 | Curych       | Vítězslav Veselý                                                  | hod oštěpem    | 84,79 m      |               | Stříbrná medaile |                  |
| ME 2014 | Curych       | Anežka Drahotová                                                  | chůze na 20 km | 1:28:08      |               |                  | Bronzová medaile |
| ME 2014 | Curych       | Jan Kudlička                                                      | skok o tyči    | 570 cm       |               |                  | Bronzová medaile |
| ME 2014 | Curych       | Jaroslav Bába                                                     | skok do výšky  | 230 cm       |               |                  | Bronzová medaile |
| ME 2016 | Amsterdam    | Adam Sebastian Helcelet                                           | desetiboj      | 8157 bodů    |               | Stříbrná medaile |                  |
| ME 2016 | Amsterdam    | Vítězslav Veselý                                                  | hod oštěpem    | 83,59 m      |               | Stříbrná medaile |                  |
| ME 2016 | Amsterdam    | Pavel Maslák                                                      | běh na 400 m   | 45,36 s      |               | Stříbrná medaile |                  |
| ME 2016 | Amsterdam    | Jan Kudlička                                                      | skok o tyči    | 560 cm       |               | Stříbrná medaile |                  |
| ME 2018 | Berlín       | Nikola Ogrodníková                                                | hod oštěpem    | 61,85 m      |               | Stříbrná medaile |                  |
| ME 2018 | Berlín       | Anežka Drahotová                                                  | chůze na 20 km | 1:27.03 hod. |               | Stříbrná medaile |                  |
| ME 2018 | Berlín       | Eva Vrabcová Nývltová                                             | maraton        | 2:26:31 hod. |               |                  | Bronzová medaile |
| ME 2022 | Mnichov      | Tomáš Staněk                                                      | vrh koulí      | 21,26 m      |               |                  | Bronzová medaile |
| ME 2022 | Mnichov      | Barbora Špotáková                                                 | hod oštěpem    | 60,68 m      |               |                  | Bronzová medaile |
| ME 2022 | Mnichov      | Jakub Vadlejch                                                    | hod oštěpem    | 87,28 m      |               | Stříbrná medaile |                  |
| ME 2024 | Řím          | Jakub Vadlejch                                                    | hod oštěpem    | 88,65 m      | Zlatá medaile |                  |                  |

## V hale

### Celkový přehled
| Rok      | Místo konání | Zlatá medaile | Stříbrná medaile | Bronzová medaile | Celkem |
| -------- | ------------ | ------------- | ---------------- | ---------------- | ------ |
| HME 1996 | Stockholm    | 1             | 2                | 0                | 3      |
| HME 1998 | Valencie     | 1             | 0                | 1                | 2      |
| HME 2000 | Gent         | 3             | 2                | 2                | 7      |
| HME 2002 | Vídeň        | 1             | 1                | 0                | 2      |
| HME 2005 | Madrid       | 1             | 0                | 0                | 1      |
| HME 2007 | Birmingham   | 1             | 0                | 1                | 2      |
| HME 2009 | Turín        | 0             | 1                | 2                | 3      |
| HME 2011 | Paříž        | 2             | 1                | 1                | 4      |
| HME 2013 | Göteborg     | 1             | 0                | 4                | 5      |
| HME 2015 | Praha        | 2             | 1                | 3                | 6      |
| HME 2017 | Bělehrad     | 1             | 2                | 4                | 7      |
| HME 2019 | Glasgow      | 0             | 0                | 1                | 1      |
| HME 2021 | Toruň        | 1             | 1                | 0                | 2      |
| HME 2023 | Istanbul     | 0             | 1                | 1                | 2      |
| HME 2025 | Apeldoorn    | 0             | 1                | 2                | 3      |
| Celkem   |              | 15            | 13               | 22               | 50     |

### Podle medailí
| Rok      | Místo konání | Atlet                                                                  | Disciplína    | Výkon      | Zlato         | Stříbro          | Bronz            |
| -------- | ------------ | ---------------------------------------------------------------------- | ------------- | ---------- | ------------- | ---------------- | ---------------- |
| HME 1996 | Stockholm    | Tomáš Dvořák                                                           | sedmiboj      | 6 114 bodů | Zlatá medaile |                  |                  |
| HME 1996 | Stockholm    | Erika Suchovská                                                        | 200 m         | 23,16 s    |               | Stříbrná medaile |                  |
| HME 1996 | Stockholm    | Šárka Kašpárková                                                       | trojskok      | 14,50 m    |               | Stříbrná medaile |                  |
| HME 1998 | Valencie     | Ludmila Formanová                                                      | 800 m         | 2:02.30    | Zlatá medaile |                  |                  |
| HME 1998 | Valencie     | Helena Fuchsová                                                        | 400 m         | 51,22 s    |               |                  | Bronzová medaile |
| HME 2000 | Gent         | Pavla Hamáčková                                                        | skok o tyči   | 440 cm     | Zlatá medaile |                  |                  |
| HME 2000 | Gent         | Jiří Mužík Jan Poděbradský Štěpán Tesařík Karel Bláha                  | 4 × 400 m     | 3:06.10    | Zlatá medaile |                  |                  |
| HME 2000 | Gent         | Tomáš Dvořák                                                           | sedmiboj      | 6 424 bodů | Zlatá medaile |                  |                  |
| HME 2000 | Gent         | Zuzana Hlavoňová                                                       | skok do výšky | 198 cm     |               | Stříbrná medaile |                  |
| HME 2000 | Gent         | Roman Šebrle                                                           | sedmiboj      | 6 271 bodů |               | Stříbrná medaile |                  |
| HME 2000 | Gent         | Helena Fuchsová                                                        | 400 m         | 52,32 s    |               |                  | Bronzová medaile |
| HME 2000 | Gent         | Miroslav Menc                                                          | vrh koulí     | 20,23 m    |               |                  | Bronzová medaile |
| HME 2002 | Vídeň        | Roman Šebrle                                                           | sedmiboj      | 6 280 bodů | Zlatá medaile |                  |                  |
| HME 2002 | Vídeň        | Tomáš Dvořák                                                           | sedmiboj      | 6 165 bodů |               | Stříbrná medaile |                  |
| HME 2005 | Madrid       | Roman Šebrle                                                           | sedmiboj      | 6 232 bodů | Zlatá medaile |                  |                  |
| HME 2007 | Birmingham   | Roman Šebrle                                                           | sedmiboj      | 6 196 bodů | Zlatá medaile |                  |                  |
| HME 2007 | Birmingham   | Denisa Ščerbová                                                        | skok daleký   | 664 cm     |               |                  | Bronzová medaile |
| HME 2009 | Turín        | Lucie Škrobáková                                                       | 60 m překážek | 7,95 s     |               | Stříbrná medaile |                  |
| HME 2009 | Turín        | Petr Svoboda                                                           | 60 m překážek | 7,61 s     |               |                  | Bronzová medaile |
| HME 2009 | Turín        | Roman Šebrle                                                           | sedmiboj      | 6 142 bodů |               |                  | Bronzová medaile |
| HME 2011 | Paříž        | Petr Svoboda                                                           | 60 m překážek | 7,49 s     | Zlatá medaile |                  |                  |
| HME 2011 | Paříž        | Denisa Rosolová                                                        | 400 m         | 51,73 s    | Zlatá medaile |                  |                  |
| HME 2011 | Paříž        | Jaroslav Bába                                                          | skok do výšky | 234 cm     |               | Stříbrná medaile |                  |
| HME 2011 | Paříž        | Roman Šebrle                                                           | sedmiboj      | 6 178 bodů |               |                  | Bronzová medaile |
| HME 2013 | Göteborg     | Pavel Maslák                                                           | 400 m         | 45,66 s    | Zlatá medaile |                  |                  |
| HME 2013 | Göteborg     | Ladislav Prášil                                                        | vrh koulí     | 20,29 m    |               |                  | Bronzová medaile |
| HME 2013 | Göteborg     | Jaroslav Bába                                                          | skok do výšky | 231 cm     |               |                  | Bronzová medaile |
| HME 2013 | Göteborg     | Daniel Němeček Josef Prorok Petr Lichý Pavel Maslák                    | 4 × 400 m     | 3:07,64    |               |                  | Bronzová medaile |
| HME 2013 | Göteborg     | Denisa Rosolová Jitka Bartoničková Lenka Masná Zuzana Hejnová          | 4 × 400 m     | 3:28,49    |               |                  | Bronzová medaile |
| HME 2015 | Praha        | Pavel Maslák                                                           | 400 m         | 45,33 s    | Zlatá medaile |                  |                  |
| HME 2015 | Praha        | Jakub Holuša                                                           | 1500 m        | 3:37,68    | Zlatá medaile |                  |                  |
| HME 2015 | Praha        | Radek Juška                                                            | skok daleký   | 810 cm     |               | Stříbrná medaile |                  |
| HME 2015 | Praha        | Ladislav Prášil                                                        | vrh koulí     | 20,66 m    |               |                  | Bronzová medaile |
| HME 2015 | Praha        | Eliška Klučinová                                                       | pětiboj       | 4 687 bodů |               |                  | Bronzová medaile |
| HME 2015 | Praha        | Daniel Němeček Patrik Šorm Jan Tesař Pavel Maslák                      | 4 × 400 m     | 3:04,09    |               |                  | Bronzová medaile |
| HME 2017 | Bělehrad     | Pavel Maslák                                                           | 400 m         | 45,77 s    | Zlatá medaile |                  |                  |
| HME 2017 | Bělehrad     | Filip Sasínek                                                          | 1500 m        | 3:45.89    |               |                  | Bronzová medaile |
| HME 2017 | Bělehrad     | Petr Svoboda                                                           | 60 m překážek | 7.53 s     |               |                  | Bronzová medaile |
| HME 2017 | Bělehrad     | Patrik Šorm Jan Tesař Jan Kubista Pavel Maslák                         | 4x400 m       | 3:08.60    |               |                  | Bronzová medaile |
| HME 2017 | Bělehrad     | Tomáš Staněk                                                           | vrh koulí     | 21,43 m    |               | Stříbrná medaile |                  |
| HME 2017 | Bělehrad     | Adam Sebastian Helcelet                                                | sedmiboj      | 6110 bodů  |               |                  | Bronzová medaile |
| HME 2017 | Bělehrad     | Zuzana Hejnová                                                         | 400 m         | 52.42 s    |               | Stříbrná medaile |                  |
| HME 2019 | Glasgow      | Tomáš Staněk                                                           | vrh koulí     | 21,25 m    |               |                  | Bronzová medaile |
| HME 2021 | Toruň        | Tomáš Staněk                                                           | vrh koulí     | 21,62 m    | Zlatá medaile |                  |                  |
| HME 2021 | Toruň        | Vít Müller Pavel Maslák Michal Desenský Patrik Šorm                    | 4x400 m       | 3:06.54    |               | Stříbrná medaile |                  |
| HME 2023 | Istanbul     | Tomáš Staněk                                                           | vrh koulí     | 21,90 m    |               | Stříbrná medaile |                  |
| HME 2023 | Istanbul     | Amálie Švábíková                                                       | skok o tyči   | 470 cm     |               |                  | Bronzová medaile |
| HME 2025 | Apeldoorn    | Jan Štefela                                                            | skok do výšky | 229 cm     |               | Stříbrná medaile |                  |
| HME 2025 | Apeldoorn    | Tomáš Staněk                                                           | vrh koulí     | 20,75 m    |               |                  | Bronzová medaile |
| HME 2025 | Apeldoorn    | Lada Vondrová Nikoleta Jíchová Tereza Petržilková Lurdes Gloria Manuel | 4x400 m       | 3:25,31    |               |                  | Bronzová medaile |